# Savônia do Norte
Savônia do Norte (português brasileiro) ou Savónia do Norte (português europeu) (finlandês: Pohjois-Savon, sueco: Norra Savolax) é uma  região da Finlândia, localizada no centro-leste do país. A atual província administrativa (maakunta/landskap) tem uma área total de 16 768 km² e uma população de 247 776 habitantes (2016). Sua capital é a cidade de Kuopio.

## Municípios
A região da Savônia do Norte está dividida em 19 municípios desde janeiro de 2021:
- Idensalmi
- Jorois
- Kaavi
- Keitele
- Kiuruvesi
- Kuopio
- Lapinlax
- Leppävirta
- Pielavesi
- Rautalampi
- Rautavaara
- Siilinjärvi
- Sonkajärvi
- Suonenjoki
- Tervo
- Tuusniemi
- Varkaus
- Vesanto
- Vieremä